# Chalosse
La Chalosse (en gascon : Shalòssa en graphie de l'I.E.O., ou Xalòssa) est une région naturelle et un terroir de Gascogne, situé dans le sud du département français des Landes.

## Localisation
Axée sur les vallées du Louts et des Luy, la Chalosse s'étend entre l'Adour au nord, le Béarn au sud, le val du Gabas à l'est.
Les plaines bordant l'Adour et les gaves réunis avant leur confluence, constituent le Pays d'Orthe. La Chalosse est bordée de ce pays à l'ouest, de la Haute Lande et du Pays de Marsan au nord, et enfin du Tursan à l'est.
Paul Raymond note en 1863, dans le dictionnaire topographique Béarn-Pays basque, que la Chalosse est comprise dans le département des Landes, à l’exception des communes d’Arzacq, Bonnut, Cabidos, Casteide-Candau, Coublucq, Labeyrie, Lacadée, Louvigny, Malaussanne, Méracq, Saint-Médard, Sault-de-Navailles et Séby, de l’arrondissement d'Orthez.

### Villes principales
Tirant profit du chemin de fer, Dax est de loin la ville qui s'est le plus développée, sur les deux rives de l'Adour. Son aire d'influence est appelée l'Aguais. Dax a été la capitale du peuple des Tarbelles, elle était nommée Acqua Tarbellicae par les Romains.
Montfort-en-Chalosse est le bourg le plus central. Hagetmau et Saint-Sever bénéficient de leur position sur l'axe Orthez - Mont de Marsan. Amou, aux marches sud, est réputé pour son cachet, son château du XVIIe siècle et la place ombragée de la Técouère sur le Luy-de-Béarn. Pomarez possède une église fortifiée remarquable et des arènes de course landaise couvertes. Au nord Montaut est un bourg fortifié situé aux portes de la Chalosse.

## Toponymie
- Castelnau-Chalosse
- Labastide-Chalosse
- Montfort-en-Chalosse
- Saint-Cricq-Chalosse
- Sort-en-Chalosse

Certains noms de lieux traduisent le caractère défensif donné aux villes au moment de leur fondation :
- Bastide
- Castelnau

### Étymologie
Chalosse est un nom aquitanique qui, d'après Bénédicte Boyrie-Fénié, viendrait du terme zelaiotza, devenu ensuite shalòssa, et qui signifierait « ensemble de plaines et de plateaux cultivés ». On trouve la forme Sialossa dans certains documents d'archives.
Le toponyme Chalosse apparaît sous les formes :
- Silossa (1270[5] archidiaques de ~ ; archiprestre de ~)
- Sialosse (1270[1], titres de l’abbaye de Sainte-Claire de Mont-de-Marsan)
- Xielose (1384[1], notaires de Navarrenx[6])
- Chelosse (1423[1], titres de Foix)

## Pays
- La plaine de l'Adour face à la confluence de la Midouze est appelée l'Auribat
- La zone d'influence de Dax est l'Aguais

## Géologie
La Chalosse présente des sols argilo-siliceux formés de sables fauves et d'alluvions anciennes.
Toutefois, il existe des affleurements calcaires du Tertiaire, calcaires à nummulites en particulier dont un gisement mondialement connu à larges nummulites, également des sables bitumineux et des gisements de cristaux d'aragonite. Il existe aussi des extrusions d'ophite, une roche d'origine éruptive.

## Paysage

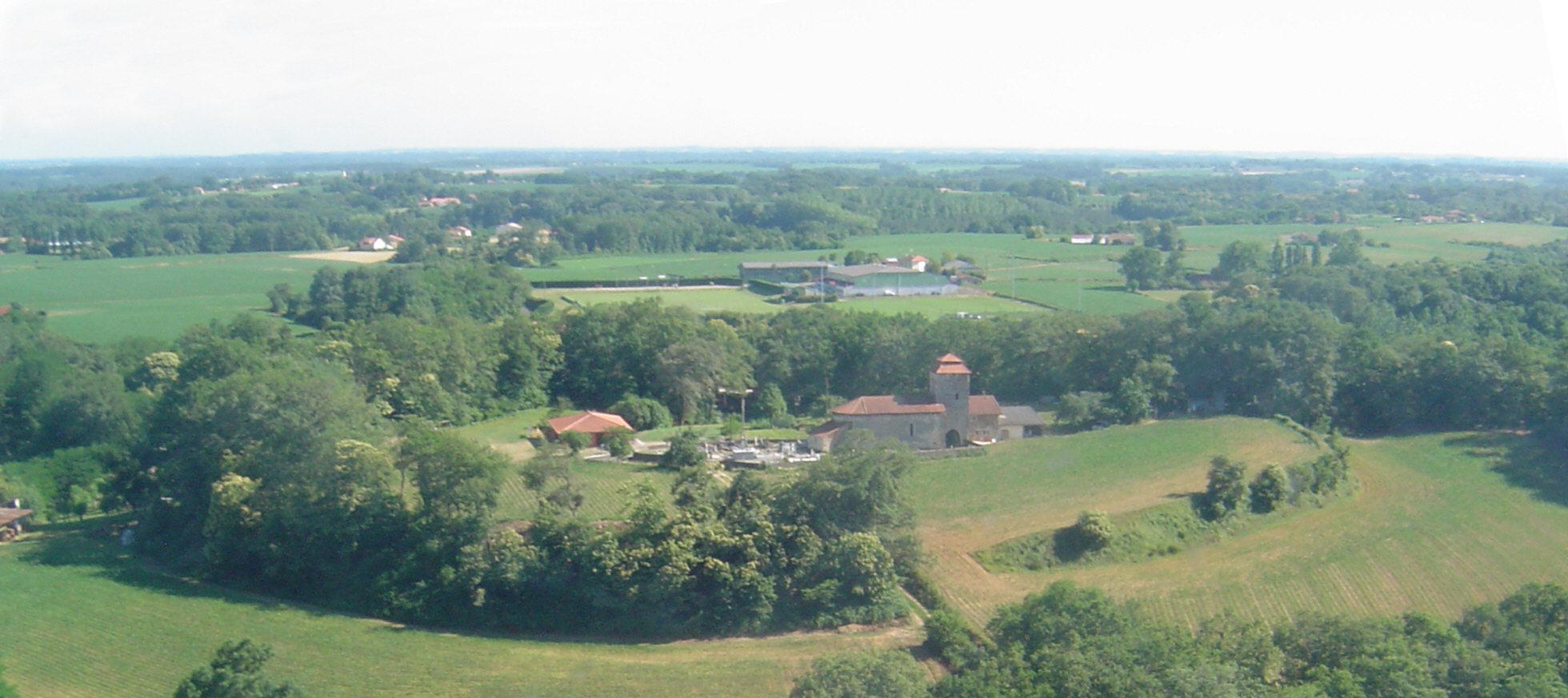
Doazit, camp du Mus.

La Chalosse est caractérisée par un relief légèrement ondulé, ayant tendance à s'élever progressivement vers le sud et l'est. Plutôt plat vers Dax, le paysage est principalement composé de collines entre lesquelles s'étirent de nombreux cours d'eau. Région résolument orientée vers l'élevage et l'agriculture, la Chalosse voit se succéder prairies, champs (de maïs essentiellement), et bois, dans lesquels le pin maritime cède la place aux feuillus. Compte tenu de la densité de peuplement (villages relativement proches les uns des autres), et du fractionnement de l'espace agricole (à l'inverse de la forêt des Landes de Gascogne aux grandes propriétés foncières), le paysage est morcelé en de multiples parcelles. Les villages — dominés par l'église, souvent d'origine médiévale — ont la plupart du temps été bâtis sur des hauteurs, comme à Montfort-en-Chalosse, Mugron, ou Saint-Sever.

## Habitants

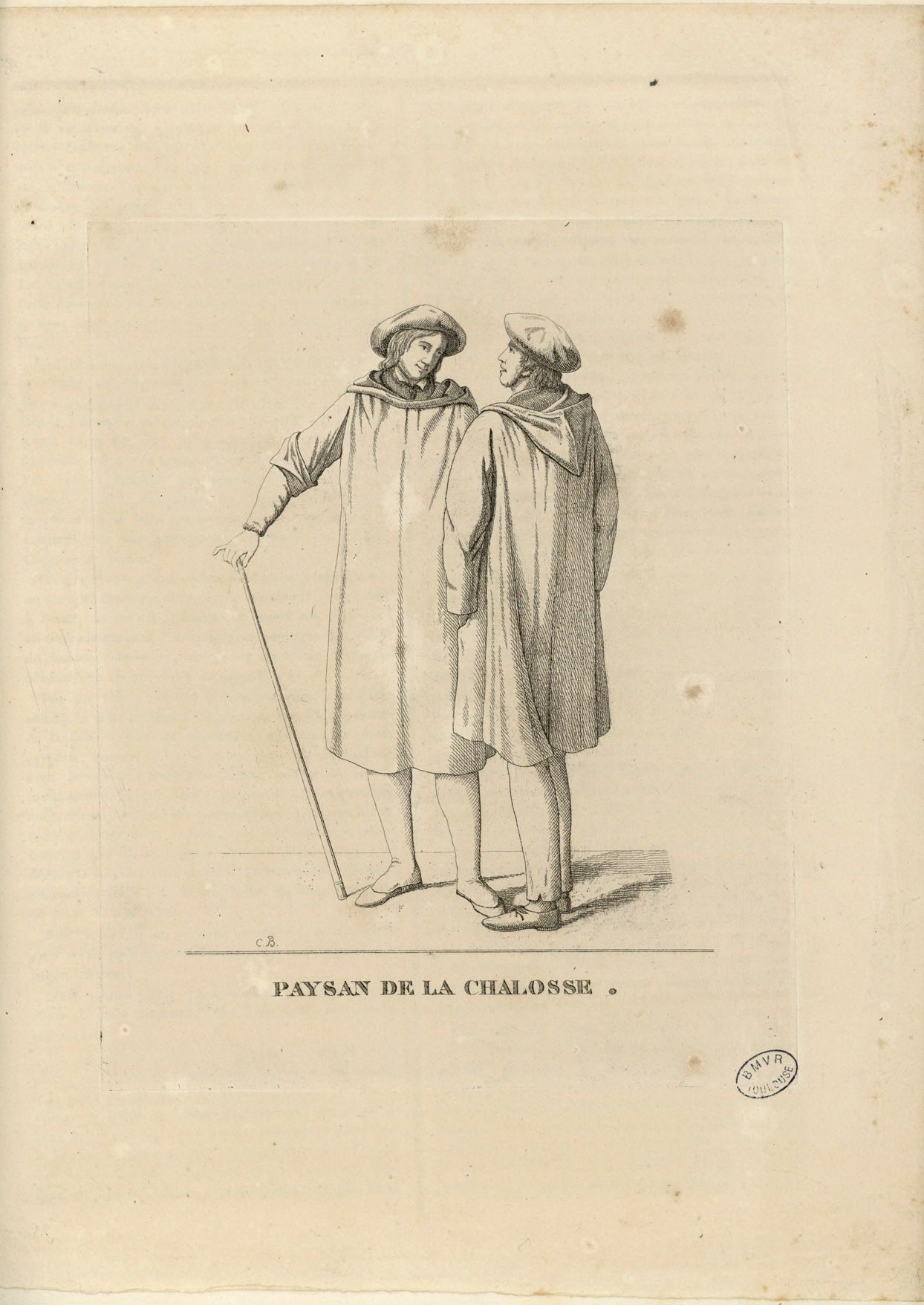
Paysan de la Chalosse.

Les habitants de la Chalosse sont les Chalossais et les Chalossaises. En gascon los/las Shalòssas ; un/ua Shalòssa. L'adjectif shalossenc/shalossenga n'est pas (ou peu) utilisé pour désigner les personnes.

## Habitat traditionnel
L'installation humaine y est ancienne, et la densité des foyers d'habitation contraste avec celle de la Haute-Lande. L'habitat se différencie également de la plaine des Landes par les maisons de pierre qui, dans l'est, annoncent déjà le Béarn voisin.
À l'ouest, le style des maisons traditionnelles évoque la Basse-Navarre, notamment par ses :
- toits à deux versants de faible pente et couverture de tuile
- façade sur mur pignon orienté à l'est
- murs en maçonnerie de pierres

À l'ouest de Pouillon, les maisons sont divisées en trois travées longitudinales comme au Pays basque ou dans les Landes de Gascogne. La travée centrale ouvre sur une pièce de travail centrale à sol en terre battue, équivalent de l'ezkaratze basque et appelée sòu 'sol'.
À l'est de Pouillon, les maisons présentent plus fréquemment une croupe à l'arrière. La porte d'entrée donne sur une salle commune (« grande cuisine ») ou sur un couloir.

## Économie
L'activité principale y est l'agriculture (polyculture). Les volailles et canards gras y sont élevés en nombre et en qualité. La Chalosse produit également des vins sous l'appellation « Coteaux-de-chalosse »  et des céréales (maïs, sarrasin), destinées à l'alimentation animale et humaine (à ce titre, le moulin de Bénesse-lès-Dax, témoignant du passé et remis en service en 2018, produit différents types de farines).
Le bœuf de Chalosse, élevé par trois cent quatre-vingt éleveurs environ, est le fleuron de cette contrée. Bénéficiant d’un élevage long de plus de trois années, la bête issue des races à viandes nobles (Blonde d'Aquitaine, Limousine, Bazadaise) bénéficie d’une nourriture 100 % naturelle composée de fourrages et de maïs broyé.

## Histoire

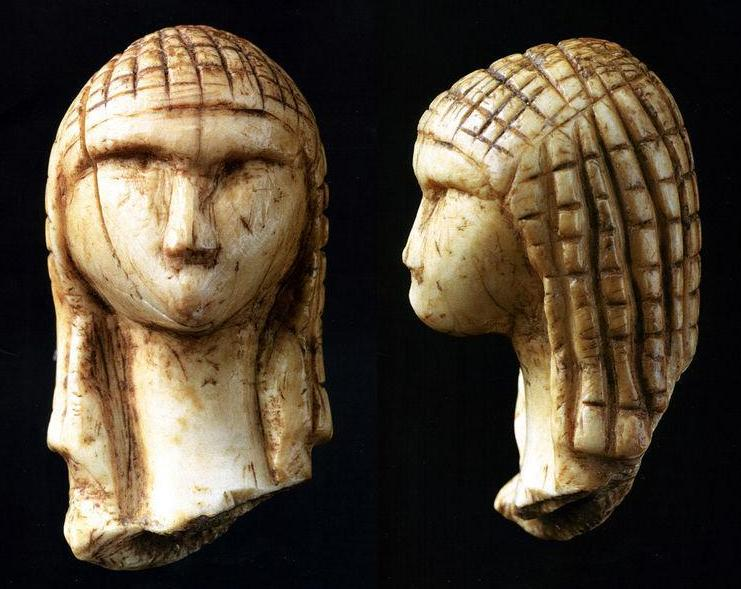
La dame de Brassempouy, Chalosse.

La Chalosse nous a laissé la première représentation élaborée d'un visage humain avec la dame de Brassempouy, joyau du Paléolithique supérieur.
L'abbaye de Saint-Sever fut tout au long du Moyen Âge un puissant centre spirituel, économique, politique et artistique. Le remarquable manuscrit Beatus de Saint-Sever est aujourd'hui conservé à la Bibliothèque nationale de France (Ms. Lat. 8878).
Le nom de « Chalosse » a désigné deux archiprêtrés, l'un dépendant du diocèse de Dax, et l'autre du diocèse d'Aire,.

## Culture
La Chalosse est terre de rugby et de basket-ball.
Il existe par ailleurs de nombreuses arènes de course landaise (arènes de Pomarez, arènes de Morlanne) ainsi que plusieurs arènes de corrida espagnole (arènes de Dax).
De nombreuses fêtes traditionnelles ont lieu d'avril à octobre. Le musée de la Chalosse présente un domaine agricole typique du XIXe siècle.
Langues parlées : 
- français
- gascon : langue vernaculaire, encore en usage dans les zones rurales, peu usité dans l'aire urbaine de Dax

Bien que né pour l'état civil à Orthez, en Béarn voisin, le célèbre chef multi-étoilé Alain Ducasse est originaire de cette terre chalossaise dont il vante la qualité des produits, les paysages et la cuisine. Il se revendique comme gascon. Il a grandi en Chalosse, à Castel-Sarrazin (dont sa biographie officielle le revendique natif) et fait souvent référence à ce terroir et à sa cuisine qui lui  a servi de « mètre étalon » pour comparer les différents styles culinaires régionaux et nationaux auxquels il s'est intéressé.
Autre star des fourneaux originaire de la Chalosse, Alain Dutournier y possède toujours une demeure, à Cagnotte, son village natal, où sa famille tenait une auberge de campagne.

## Descriptions
« Une fois passé ce pays [les Landes], on trouve la Gascogne, riche en pain blanc et en très bon vin rouge, elle est couverte de bois, de prés, de fleuves et de sources pures. Les Gascons [donc ici, les Chalossais] sont légers en paroles, bavards, moqueurs, débauchés, ivrognes, gourmands, mal vêtus de haillons et sans argent. Mais ils sont entraînés au combat et d'une grande hospitalité envers les pauvres. Assis autour du feu, ils ont l'habitude de manger sans table et de boire tous au même gobelet. Ils mangent et boivent beaucoup et sont mal vêtus. Ils n'ont pas honte de coucher ensemble sur une mince paillasse pourrie, les serviteurs avec le maître et la maîtresse. »

— Aimery Picaud, description de la Chalosse occidentale au sud de Dax, appelée ici « Gascogne » (terra Gasconica) ; vers 1150.

« La Chalosse est bon pays plein de Vignobles & d’arbres fruitiers, avec d'agreables diversitez la plupart des biens des particuliers estans assortis de bois, de prairies & de ruisseaux, à cause des costeaux qui sont entrecouppez de plusieurs petites rivieres, qui toutes se rendent dans l’Adour, & font ensemble ce beau paysage. La Chalosse quoy que voisine de la Lande est beaucoup meilleur pays, & cede à peu d’endroits. Ie ne diray pas seulement de France ; mais d’Europe pour la fertilité. Elle est au reste si peuplée, qu’on diroit volontiers qu’elle n’est qu’un bourg, tant il y a de villotes, bourgades & chasteaux les uns prés des autres. Il y a bien dans les paroisses de ce seul Archiprestré trente mille Communiants, suivant les Declarations qui en ont esté faites par les Recteurs ou Curez des paroisses, lors de la visite generale de l'Evesque en l'année 1641. »

— Pierre Duval, description de l'archiprêtré de Chalosse (ou de Doazit), diocèse d'Aire ; 1641.